# Exposition universelle internationale de Lyon de 1872
L’Exposition universelle internationale est une exposition internationale ayant eu lieu en 1872 à Lyon dans le parc de la Tête d'or. Il s'agit de la première exposition à vocation internationale organisée dans cette ville.

## Histoire
L'exposition est retardée à cause de la guerre franco-allemande de 1870. Une première inauguration est prévue le 1er mai 1871. L'exposition ouvre finalement le 2 juin 1872.
Elle ferme le 31 octobre 1872.
Plusieurs guides destinés aux voyageurs sont publiés à l'occasion de cette exposition.

## Installations
La galerie de l'exposition est constituée de onze salles, organisées de manière thématique.

## Bilan
L'exposition est un échec sur le plan commercial et financier.